# Ван Цзюнь (политик КНР)
Ван Цзюнь (р. 26.03.1952 г., г. Датун, пров. Чахар) - китайский политик. В 2012-2016 гг. глава парткома КПК АР Внутренняя Монголия, в 2008–2012 гг. губернатор пров. Шаньси.
Член КПК с июля 1977 года, член ЦК КПК 17-18 созывов (кандидат 16 созыва).

## Биография
По национальности ханец.
Окончил философский факультет Центральной партийной школы.
Трудовую деятельность начал в октябре 1971 г. шахтёром на угольной шахте.
В 1974 году был рекомендован для изучения добычи каменного угля в Институт горного дела пров. Шаньси.
С 1985 года замсекретаря, с 1993 года замдиректора, в 1995-97 гг. директор Горного управления г. Датун пров. Шаньси.
В 1997—1998 гг. замминистра угольной промышленности, в 1998—1999 гг. замгендиректора Государственного управления угольной промышленности.
В 1999—2002 годах вице-губернатор пров. Цзянси, в 2001—2006 годах заместитель главы парткома той же провинции.
С 2006 года заместитель, в 2007—2008 гг. глава парткома Всекитайской федерации снабженческих и торговых кооперативов (ВСССК), сменил его Ли Чэнъюй.
C марта по ноябрь 2008 года возглавлял Государственное управление по контролю за безопасностью на производстве.
С 2008 года вице-губернатор — и. о. губернатора, в 2009—2012 годах губернатор пров. Шаньси.
С декабря 2012 года глава парткома КПК Автономного района Внутренняя Монголия. Сменил его в 2016 году Ли Цзихэн.